# Silometopus uralensis
Silometopus uralensis är en spindelart som beskrevs av Andrei V. Tanasevitch 1985. Silometopus uralensis ingår i släktet Silometopus och familjen täckvävarspindlar. Inga underarter finns listade i Catalogue of Life.